# Alpaida keyserlingi
Alpaida keyserlingi Levi, 1988 è un ragno appartenente alla famiglia Araneidae.

## Etimologia
Il nome della specie è in onore dell'aracnologo Eugen von Keyserling (1833-1899) che etichettò i primi esemplari come paralectotipi di Epeira trispinosa

## Caratteristiche
L'olotipo femminile rinvenuto ha dimensioni: cefalotorace lungo 2,5mm, largo 2,0mm; il primo femore misura 2,1mm e la patella e la tibia circa 2,5mm.

## Distribuzione
La specie è stata rinvenuta in Brasile: un paratipo femminile a Muriqui, località nei pressi di Mangaratiba, nello stato di Rio de Janeiro.

## Tassonomia
Al 2015 non sono note sottospecie e dal 1988 non sono stati esaminati nuovi esemplari.